# Temporada 1995-96 de los Toronto Raptors
La temporada 1995-96 fue la primera de los Toronto Raptors en la NBA, tras la ampliación de la liga de 27 a 28 equipos, entrando a formar parte de la misma junto a los Vancouver Grizzlies. Ambos equipos fueron los primeros canadienses en formar parte de la liga desde los Toronto Huskies en la Temporada 1946-47. La temporada regular acabó con 21 victorias y 61 derrotas, ocupando el decimocuarto puesto de la conferencia Este, no logrando clasificarse para los playoffs.

## Draft de expansión
| Pick | Jugador             | Posición  | Nacionalidad          | Antiguo equipo         |
| ---- | ------------------- | --------- | --------------------- | ---------------------- |
| 1    | B.J. Armstrong      | Base      | Estados Unidos        | Chicago Bulls          |
| 3    | Tony Massenburg     | Alero     | Estados Unidos        | Los Angeles Clippers   |
| 5    | Andrés Guibert      | Ala-pívot | Cuba / Estados Unidos | Minnesota Timberwolves |
| 7    | Keith Jennings*     | Base      | Estados Unidos        | Golden State Warriors  |
| 9    | Dontonio Wingfield* | Escolta   | Estados Unidos        | Seattle SuperSonics    |
| 11   | Doug Smith*         | Alero     | Estados Unidos        | Dallas Mavericks       |
| 13   | Jerome Kersey       | Alero     | Estados Unidos        | Portland Trail Blazers |
| 15   | Žan Tabak           | Pívot     | Croacia               | Houston Rockets        |
| 17   | Willie Anderson     | Escolta   | Estados Unidos        | San Antonio Spurs      |
| 19   | Ed Pinckney         | Alero     | Estados Unidos        | Milwaukee Bucks        |
| 21   | Acie Earl           | Ala-pívot | Estados Unidos        | Boston Celtics         |
| 23   | B.J. Tyler          | Base      | Estados Unidos        | Philadelphia 76ers     |
| 25   | John Salley         | Ala-Pívot | Estados Unidos        | Miami Heat             |
| 27   | Oliver Miller       | Ala-pívot | Estados Unidos        | Detroit Pistons        |

## Elecciones en elDraft
| Ronda | Puesto | Jugador          | Posición | Nacionalidad   | Universidad |
| ----- | ------ | ---------------- | -------- | -------------- | ----------- |
| 1     | 7      | Damon Stoudamire | Base     | Estados Unidos | Arizona     |
| 2     | 35     | Jimmy King       | Escolta  | Estados Unidos | Michigan    |

## Temporada regular
| División Central      | División Central | División Central | División Central | División Central | División Central | División Central | División Central | División Central |
| Equipo                | G                | P                | %                | PD               | Casa             | Fuera            | Div              |                  |
| --------------------- | ---------------- | ---------------- | ---------------- | ---------------- | ---------------- | ---------------- | ---------------- | ---------------- |
| y-Chicago Bulls       | 72               | 10               | .878             | –                | 39–2             | 33–8             | 24–4             |                  |
| x-Indiana Pacers      | 52               | 30               | .634             | 20.0             | 32–9             | 20–21            | 19–9             |                  |
| x-Cleveland Cavaliers | 47               | 35               | .573             | 25.0             | 26–15            | 21–20            | 13–15            |                  |
| x-Atlanta Hawks       | 46               | 36               | .561             | 26.0             | 26–15            | 20–21            | 15–13            |                  |
| x-Detroit Pistons     | 46               | 36               | .561             | 26.0             | 30–11            | 16–25            | 15–13            |                  |
| Charlotte Hornets     | 41               | 41               | .500             | 31.0             | 25–16            | 16–25            | 13–15            |                  |
| Milwaukee Bucks       | 25               | 57               | .305             | 47.0             | 14–27            | 11–30            | 8–20             |                  |
| Toronto Raptors       | 21               | 61               | .256             | 51.0             | 15–26            | 6–35             | 5–23             |                  |

## Estadísticas

### Temporada regular
| Rk | Jugador           | Edad | P  | PT | MP   | TC  | TCI  | %TC  | T3  | T3I | %T3  | TL  | TLI | %TL  | RO  | RD  | RT  | AS  | RB  | TAP | BP  | FP  | PTS  |
| -- | ----------------- | ---- | -- | -- | ---- | --- | ---- | ---- | --- | --- | ---- | --- | --- | ---- | --- | --- | --- | --- | --- | --- | --- | --- | ---- |
| 1  | Damon Stoudamire  | 22   | 70 | 70 | 40.9 | 6.9 | 16.1 | .426 | 1.9 | 4.8 | .395 | 3.4 | 4.2 | .797 | 0.8 | 3.2 | 4.0 | 9.3 | 1.4 | 0.3 | 3.8 | 2.4 | 19.0 |
| 2  | Oliver Miller     | 25   | 76 | 72 | 33.1 | 5.5 | 10.5 | .526 | 0.0 | 0.1 | .000 | 1.9 | 2.9 | .661 | 2.3 | 5.1 | 7.4 | 2.9 | 1.4 | 1.9 | 2.7 | 3.6 | 12.9 |
| 3  | Alvin Robertson   | 33   | 77 | 69 | 32.2 | 3.7 | 7.9  | .470 | 0.5 | 2.0 | .272 | 1.4 | 2.1 | .677 | 1.4 | 3.0 | 4.4 | 4.2 | 2.2 | 0.5 | 2.4 | 3.5 | 9.3  |
| 4  | Willie Anderson   | 29   | 49 | 42 | 31.9 | 4.7 | 10.8 | .440 | 0.6 | 1.9 | .305 | 2.3 | 2.7 | .856 | 0.7 | 3.1 | 3.8 | 3.0 | 1.2 | 1.0 | 2.4 | 3.5 | 12.4 |
| 5  | Herb Williams     | 37   | 1  | 0  | 31.0 | 3.0 | 8.0  | .375 | 0.0 | 0.0 |      | 0.0 | 0.0 |      | 1.0 | 7.0 | 8.0 | 0.0 | 1.0 | 2.0 | 0.0 | 4.0 | 6.0  |
| 6  | Tracy Murray      | 24   | 82 | 37 | 30.0 | 6.0 | 13.3 | .454 | 1.8 | 4.4 | .422 | 2.2 | 2.7 | .831 | 1.4 | 2.9 | 4.3 | 1.6 | 1.1 | 0.5 | 1.6 | 2.5 | 16.2 |
| 7  | Dan O'Sullivan    | 27   | 5  | 2  | 27.8 | 2.6 | 7.0  | .371 | 0.0 | 0.2 | .000 | 1.4 | 1.6 | .875 | 2.6 | 3.8 | 6.4 | 0.4 | 0.4 | 0.8 | 1.0 | 2.6 | 6.6  |
| 8  | Tony Massenburg   | 28   | 24 | 20 | 27.5 | 4.2 | 8.2  | .510 | 0.0 | 0.0 |      | 1.8 | 2.7 | .662 | 2.2 | 4.8 | 6.9 | 0.8 | 0.5 | 0.4 | 1.5 | 2.8 | 10.1 |
| 9  | Sharone Wright    | 23   | 11 | 6  | 27.1 | 5.9 | 11.6 | .508 | 0.1 | 0.3 | .333 | 4.5 | 6.6 | .685 | 2.2 | 3.0 | 5.2 | 1.0 | 0.5 | 0.9 | 2.5 | 3.5 | 16.5 |
| 10 | Doug Christie     | 25   | 32 | 17 | 25.6 | 3.6 | 8.3  | .436 | 1.1 | 2.7 | .414 | 1.8 | 2.2 | .789 | 0.8 | 2.9 | 3.8 | 2.9 | 1.8 | 0.5 | 2.4 | 3.1 | 10.1 |
| 11 | Ed Pinckney       | 32   | 47 | 24 | 21.9 | 2.5 | 5.0  | .502 | 0.0 | 0.1 | .000 | 2.0 | 2.6 | .758 | 2.4 | 3.6 | 6.0 | 1.1 | 0.7 | 0.4 | 1.1 | 2.1 | 7.0  |
| 12 | Žan Tabak         | 25   | 67 | 18 | 19.9 | 3.4 | 6.2  | .543 | 0.0 | 0.0 | .000 | 1.0 | 1.7 | .561 | 1.7 | 3.0 | 4.8 | 0.9 | 0.4 | 0.5 | 1.5 | 3.0 | 7.7  |
| 13 | John Salley       | 31   | 25 | 6  | 19.3 | 2.0 | 4.2  | .486 | 0.0 | 0.0 |      | 1.9 | 2.6 | .723 | 1.0 | 2.8 | 3.9 | 1.6 | 0.4 | 0.5 | 1.6 | 2.9 | 6.0  |
| 14 | Carlos Rogers     | 24   | 56 | 18 | 18.6 | 3.2 | 6.1  | .517 | 0.1 | 0.4 | .143 | 1.3 | 2.3 | .546 | 1.4 | 1.6 | 3.0 | 0.6 | 0.4 | 0.9 | 1.1 | 1.6 | 7.7  |
| 15 | Acie Earl         | 25   | 42 | 7  | 15.6 | 2.8 | 6.6  | .424 | 0.0 | 0.1 | .000 | 2.0 | 2.7 | .719 | 1.2 | 1.9 | 3.1 | 0.6 | 0.4 | 0.9 | 1.2 | 1.7 | 7.5  |
| 16 | Dwayne Whitfield  | 23   | 8  | 1  | 15.3 | 1.6 | 3.8  | .433 | 0.0 | 0.0 |      | 1.8 | 2.8 | .636 | 1.1 | 2.0 | 3.1 | 0.3 | 0.4 | 0.3 | 1.0 | 1.8 | 5.0  |
| 17 | Jimmy King        | 22   | 62 | 1  | 14.0 | 1.8 | 4.1  | .431 | 0.1 | 0.5 | .147 | 0.9 | 1.2 | .701 | 0.7 | 1.1 | 1.8 | 1.4 | 0.3 | 0.2 | 1.0 | 1.2 | 4.5  |
| 18 | Martin Lewis      | 20   | 16 | 0  | 11.8 | 1.8 | 3.8  | .483 | 0.1 | 0.4 | .286 | 0.9 | 1.6 | .600 | 0.9 | 0.9 | 1.8 | 0.2 | 0.5 | 0.2 | 0.9 | 1.3 | 4.7  |
| 19 | Vincenzo Esposito | 26   | 30 | 0  | 9.4  | 1.2 | 3.3  | .360 | 0.4 | 1.9 | .232 | 1.0 | 1.3 | .795 | 0.1 | 0.4 | 0.5 | 0.8 | 0.2 | 0.0 | 1.3 | 0.9 | 3.9  |

## Galardones y récords
| Jugador          | Galardón                                                     |
| Damon Stoudamire | Rookie del Año de la NBA Mejor quinteto de rookies de la NBA |